# Coronita (zenei elnevezés)
A coronita vagy coro egy Budapesten megalakult EDM partysorozat. Ugyanezen a néven egy Magyarországon kialakult zenei műfajt is jelöl.
Nagy népszerűségnek örvend itthon, illetve a szomszédos országokban is. Legismertebb előadói közé tartozik Purebeat, Chriss Jay, Steve Judge Polevaya és Andrewboy.

## Eredete
A partysorozat elődje az azóta már bezárt, Hajógyári-szigeti Coronita Club volt, ekkor terjedt el a coronita elnevezés azokra a zenékre és mixekre, amit ezen a szórakozóhelyen játszottak a 2000-es években.
Miután a Coronita Club 2013-ban a botrányai és rossz hírneve miatt megszűnt, megalakult a Partysorozat, aminek az a koncepciója, hogy többféle szórakozóhelyen lépnek fel az előadók, viszont mindenhol ugyanaz a csapat szervezi a rendezvényt.
A zenei stílus a kezdetek óta sokféle változáson ment keresztül, a fő stílusa viszont továbbra is az EDM szubműfajai. Jelenlegi formája a 2010-es évek második felében alakult ki.

## Stíluselemek
A coronita (vagy coro) jellegzetessége az átlag feletti mélyek és a pumpáló ütem, mely ritmusa jellemzően 120 és 130 BPM közötti. Zenei elemeket kölcsönöz a minimal techno-ból és a tech house-ból, megtalálhatóak a cintányéros csörrenések, megvágott vokálok, sampler elemek, basszussávok és a gyakran váltakozó hangeffektek, amik képesek szagattottá, ütőssé vagy épp tempósabbá tenni a számot. 
A Coronita partysorozat rendezvényein a lemezlovasok élő mixeket adnak elő, ahol saját számokat, illetve mainstream zenék remixelt változatát játsszák coronita stílusban.
2020as években leginkább a fiatal boxolók körében népszerű stílus, akik ütést imitáló mozdulatokkal "táncolnak", hangos -pam pam pam- és -na mivan öcsém- felkiáltásokkal adják a körülöttük levők tudtára mennyire élvezik az adott zenét.